# 4904 Makio
4904 Makio este un asteroid din centura principală, descoperit pe 21 noiembrie 1989 de Yoshikane Mizuno și Toshimasa Furuta.